# Мудехар (стиль)
Мудéхар (ісп. mudéjar, від араб. مدجّن [mudaǧǧan] — приручений, домашній) — своєрідний синтетичний стиль в архітектурі, живописі і декоративно-прикладному мистецтві Іспанії XI—XVI ст. Назва походить від релігійної групи, відомої як мудéхари.

## Опис
В XII—XVI ст. виник своєрідний синтетичний стиль в архітектурі, живописі і декоративно-прикладному мистецтві Іспанії, в якому тісно переплелися елементи мавританського, готичного і (пізніше) ренесансного мистецтва. Твори стилю «мудéхар» створювалися як мусульманськими, так і християнськими майстрами. Мистецтво мудéхарів — явище неоднорідне і не завжди безумовне за художньою якістю; дослідники відзначають властивий навіть найкращим зразкам відтінок вторинності.
У стилі «мудéхар» були збережені основні конструктивні елементи мавританської архітектури: підковоподібна (іноді зі стрілчастим завершенням) арка, склепінчасті перекриття, що утворюють в плані восьмипроменеву зірку, набірні дерев'яні стелі, гіпсовий орнамент і кольорові кахлі на стінах («асулехос»). Основою живої і вільної просторової композиції будівель служив внутрішній двір, навколо якого групувалися інші приміщення. Споруди відрізнялися простим, раціональним плануванням, що чудово відповідає кліматичним умовам; у стилі «мудéхар» охоче будували житлові будівлі — залучали також недорогі матеріали (цегла, дерево, гіпс) і дешеві робочі руки народних майстрів. Стиль отримав особливий розвиток в Кастилії, Арагоні, Андалусії і в містах Толедо, Сарагоса, Кордова, Севілья і ін.
Всередині стилю розрізняють два напрями. Те, що отримало назву «народного мудéхара», розвивався спонтанно в областях,  відвойованих іспанцями, де традиції мавританського мистецтва були досить природно застосовані до релігії і побутової культури християн. Споруди «народного мудéхара» охопили галузі церковної і міської житлової архітектури, їх зводили, як правило, з цегли, і вони відрізнялися стійкими формами споруд і мотивами декору. При нарядності вигляду будівлі були скромними і невеликими. Стиль «народного мудéхара» характерний для севильських храмів: Всіх Святих, Санта Марина, Санта Каталіна, Сан Хіль, Сан Андрес, Сан Естебан, Сан Ісідро, Сан Маркос (особливо відомий своєю вежею-мінаретом з подвійними вікнами). Храми будувалися з цегли, з пласкими дерев'яними стелями, на фасадах форми готичних порталів поєднувалися з підковоподібними і багатолопатевими арками, геометричної плетінкою, глухими отворами. Риси мавританської будівельної традиції відчуваються в цих будівлях набагато виразніше, ніж вплив готичних форм.
«Придворний мудéхар» складався у міру зміцнення влади іспанців на відвойованих землях і розвивався до XVI століття включно. В цьому напрямку відбивалося прагнення духовної і світської знаті Іспанії до розкоші і комфорту. До цього напрямку відносяться найбільш древні частини Севільського алькасара XIV століття (на відміну від пізніших прибудов). У фасаді будівлі, зазвичай званого палацом короля Педро (1364), можна виявити риси схожості з архітектурою гранадської Альгамбри. Можливо, його створили мавританські майстри з Гранади, надіслані правителем емірату Мухаммедом V на прохання кастильського монарха. У традиціях придворного мудéхара були споруджені інші севільські палаци XIV століття: Лас Дуеньяс герцогів Альба і так званий будинок Пілата герцогів Мединасели (завершений в середині XVI століття палац являє собою яскравий приклад поєднання мавританських і ренесансних форм). До головних пам'яток стилю належить також палац герцогів Інфантадо в Гвадалахарі (XV—XVII століття).
З XIV ст. загальний процес злиття готичних і мавританських традицій набув більш цілісний і органічний характер.

## Галерея

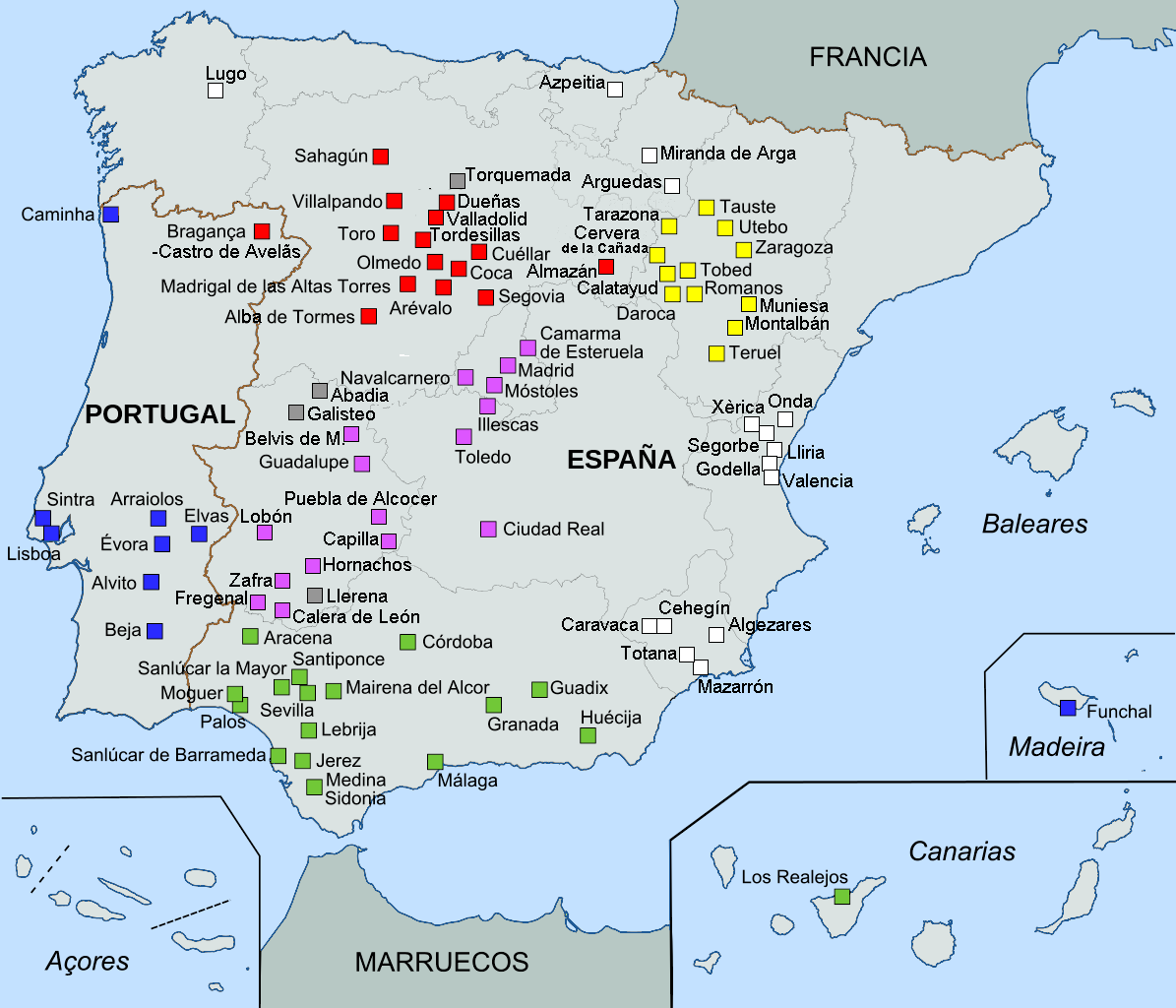
Поширення архітектури мудéхар в Іспанії та Португалії
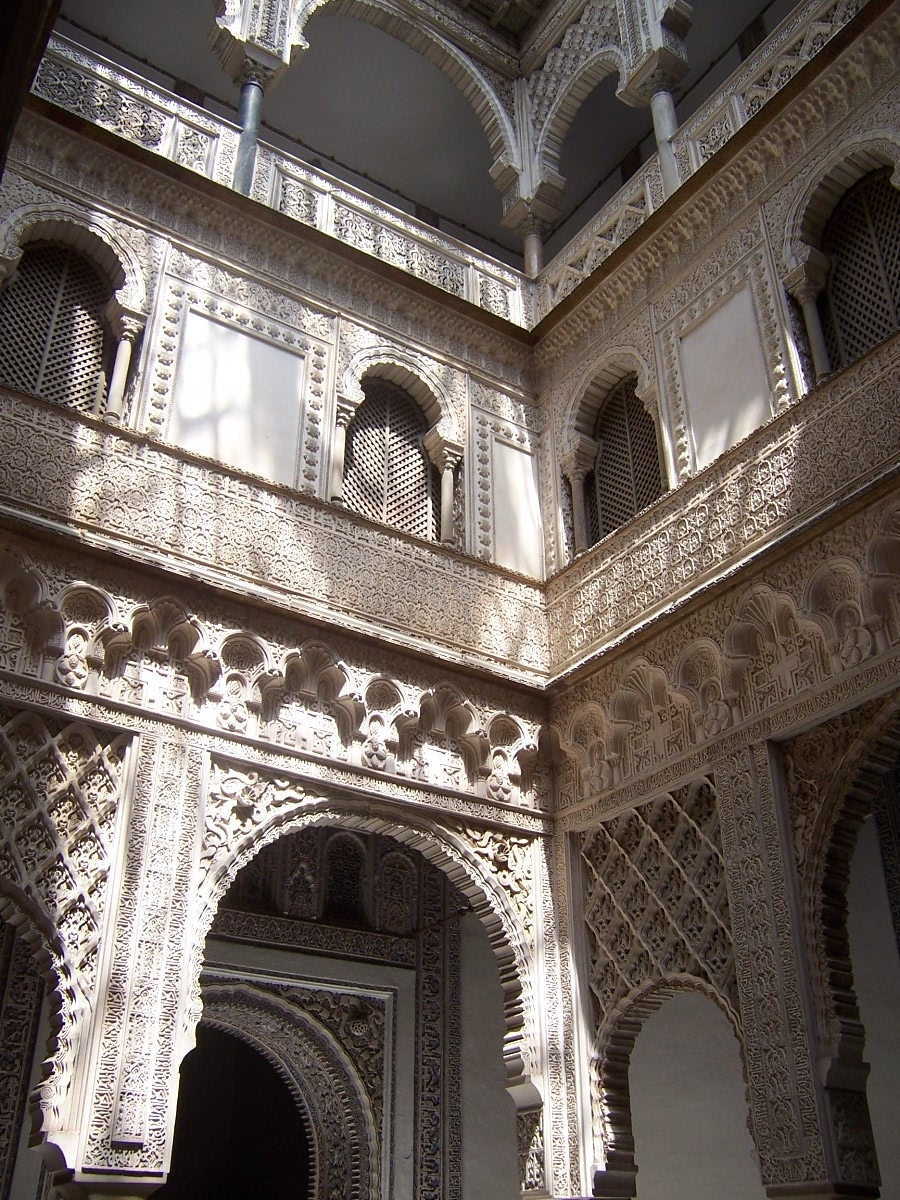
Внутрішній дворик Севільської цитаделі
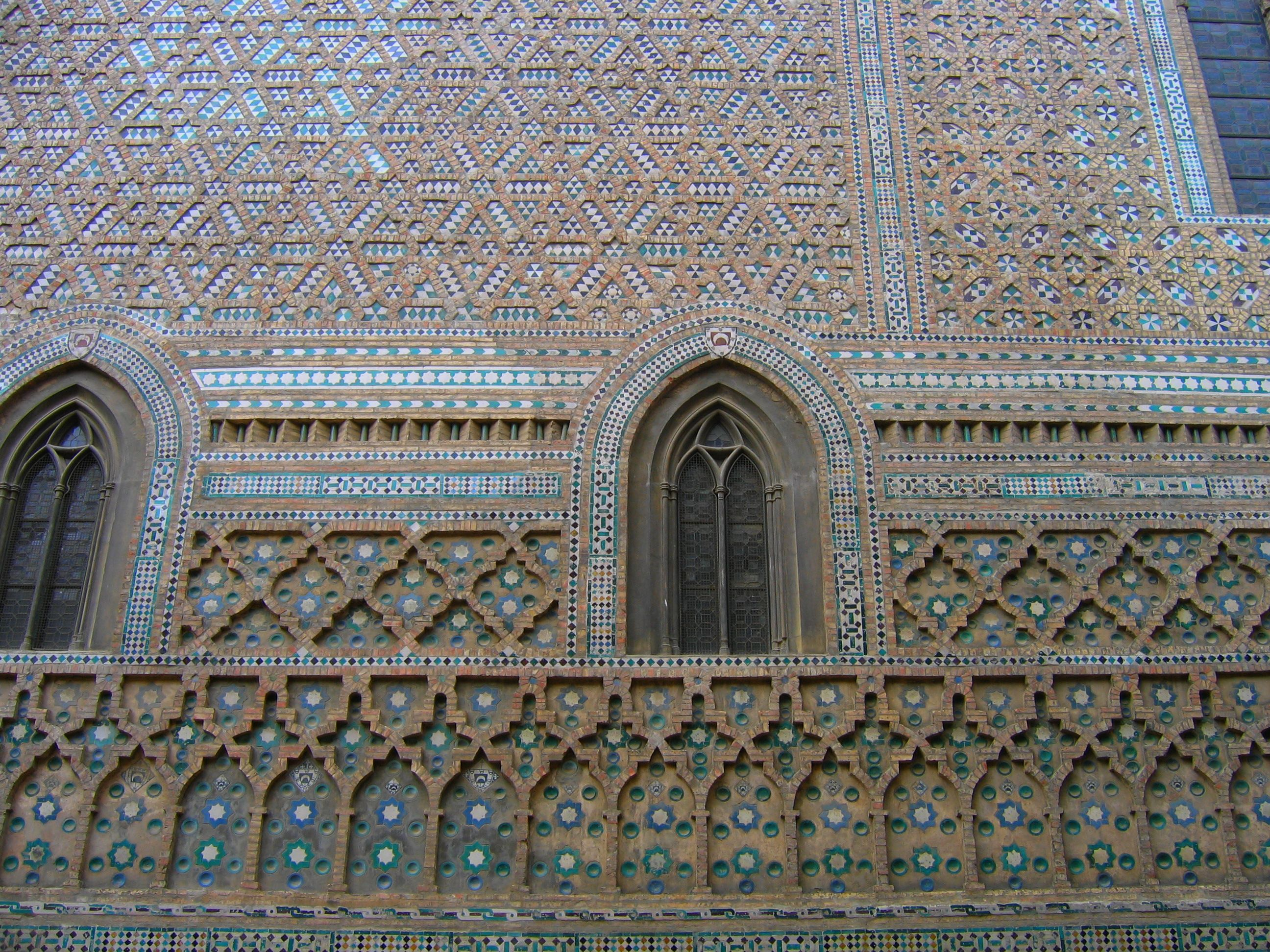
Орнамент  у Сарагосі
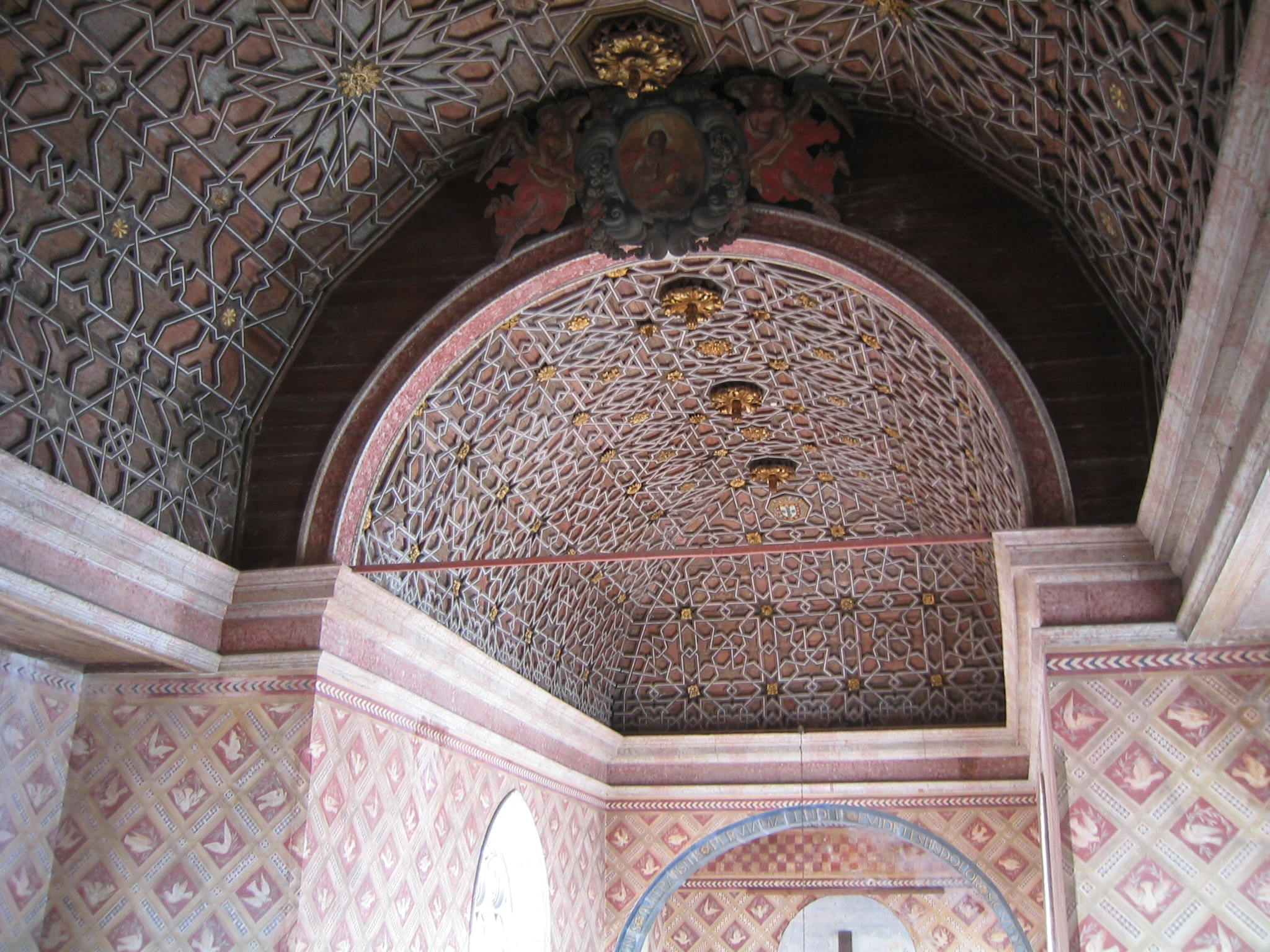
Візерунки в Національному палаці Сінтри, Португалія
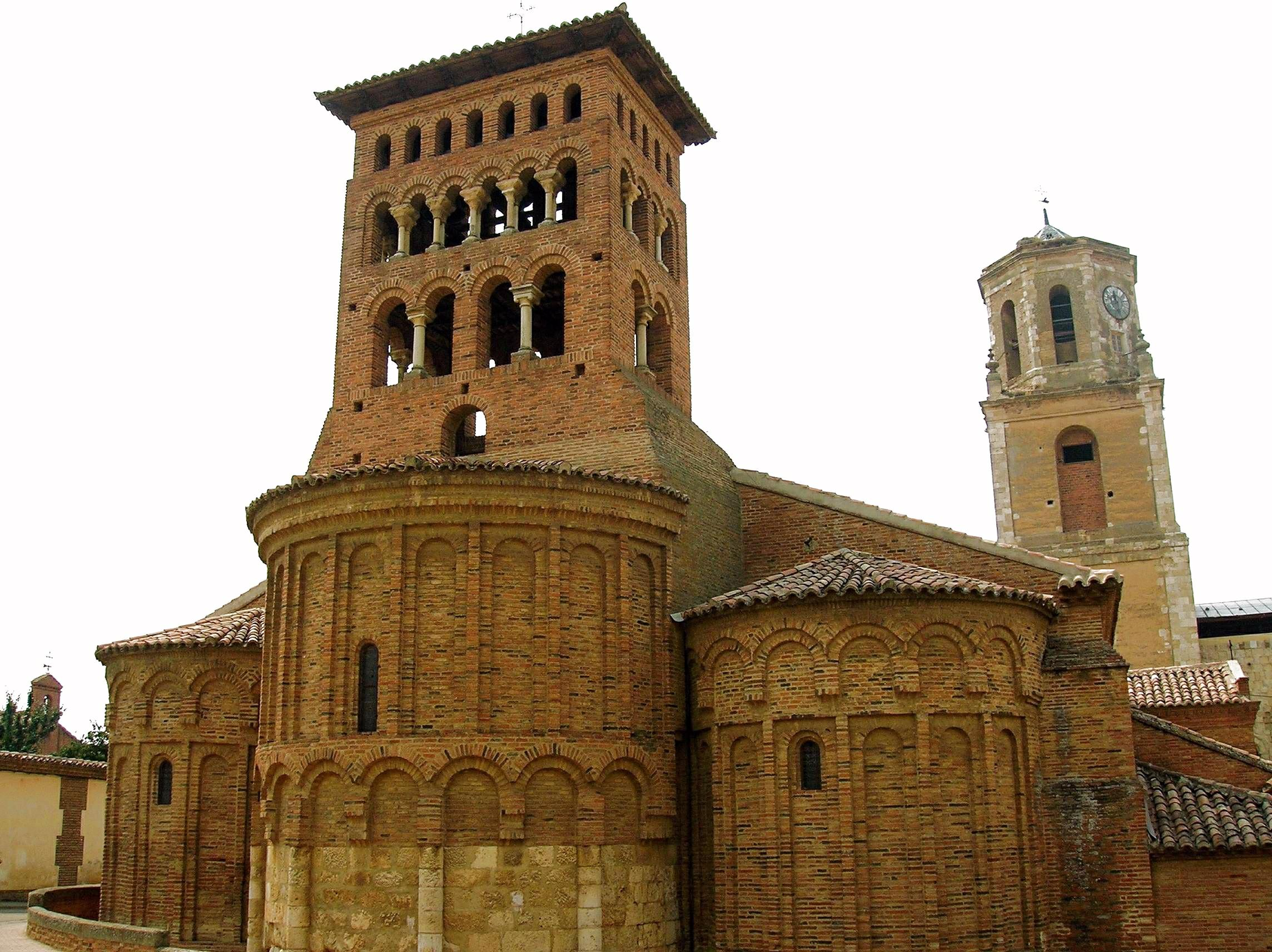
Сан-Тірсо в Саагуні (Леон, Іспанія)
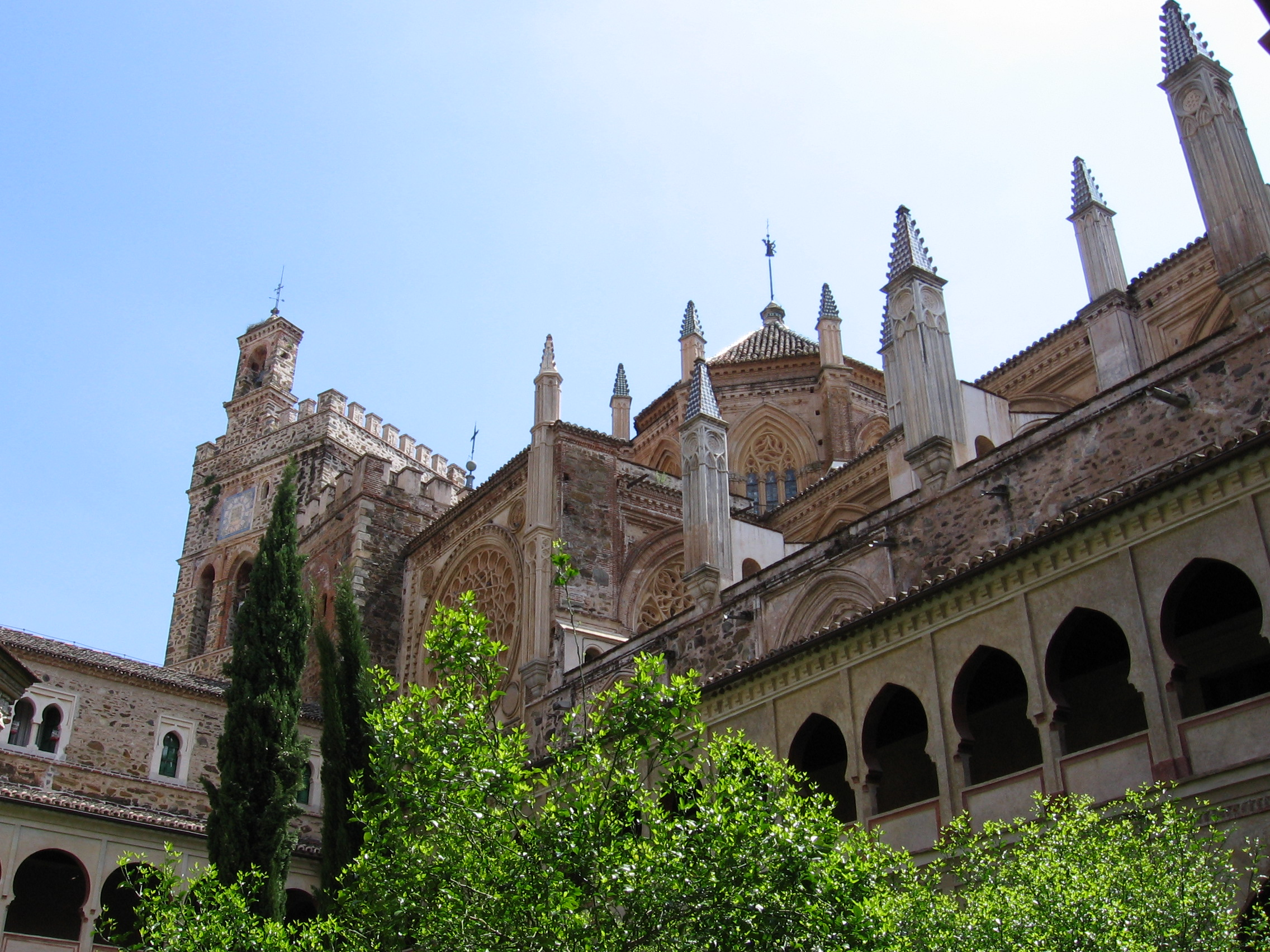
Монастир в Гваделупі